# プレループ
プレループ (Pre Rup) はカンボジアにあるアンコール遺跡の一つで、ヒンドゥー教寺院である。
2004年にアンコール遺跡を構成する遺跡の1つとして、世界文化遺産に登録された。
プレは変化、ループは体を意味し、かつて境内で行われたと伝わる火葬を名の由来とする。東バライに浮かぶ東メボンの真南にそびえる。

## 歴史
ラージェンドラヴァルマン王による建立で、961年頃には神々が祀られていた。この土地はかつてヤショーヴァルマン1世が建立した僧坊の敷地であったとする説がある。
境内に在る石槽では、死者を荼毘に付し、その灰で死者を描く儀式が行われたと伝わり、名の由来となっている。
現在はカンボジアの政情安定に伴い、多くの観光客が訪れている。

## 伽藍
寺院はラテライトと煉瓦で主に築かれている。
環濠は無く、東バライをそれに見立てたという説がある。外周壁はラテライトで築かれ、東西南北に塔門を備える。内周壁もラテライトで、四方に煉瓦で築かれた塔門を備え、それを抜けると、死者を荼毘に付したという石槽が見られる。その先には三層の基段が重ねられており、登ると四方に祠堂がある。それに囲まれて二層の基段が重なり、最上層に中央の祠堂がそびえる。そこからはカンボジアの平原が一望でき、夕日とアンコール・ワットを共に見られる場として、夕暮れの頃に人を集めている。

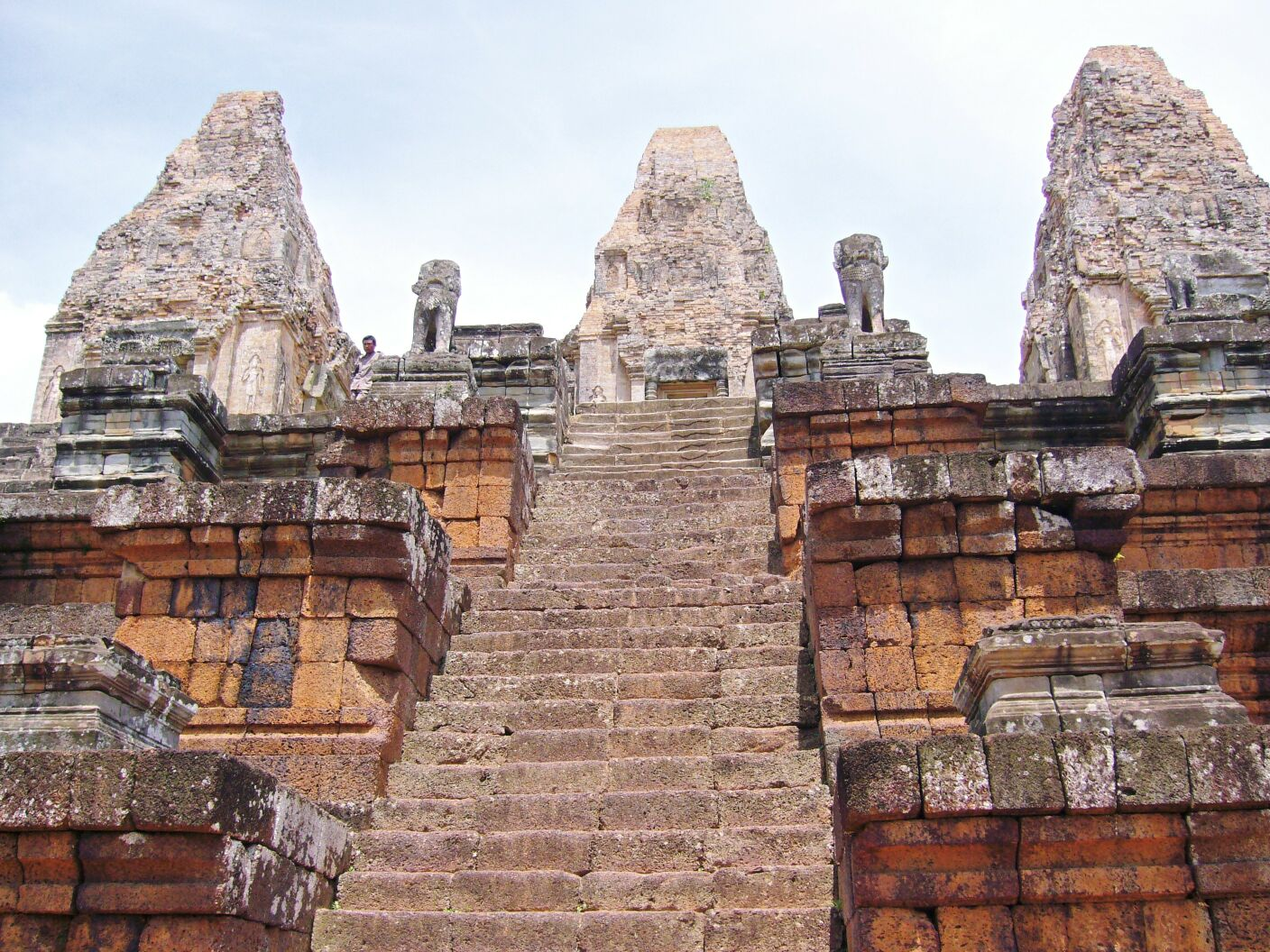
三層基段
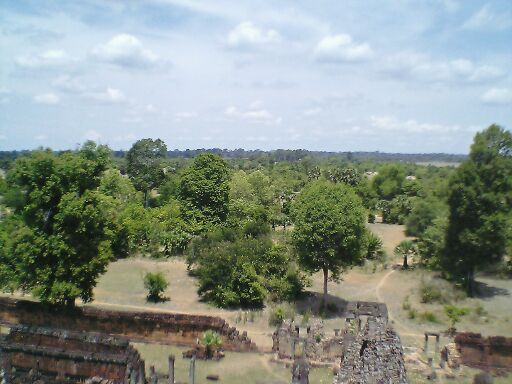
最上層からの眺望
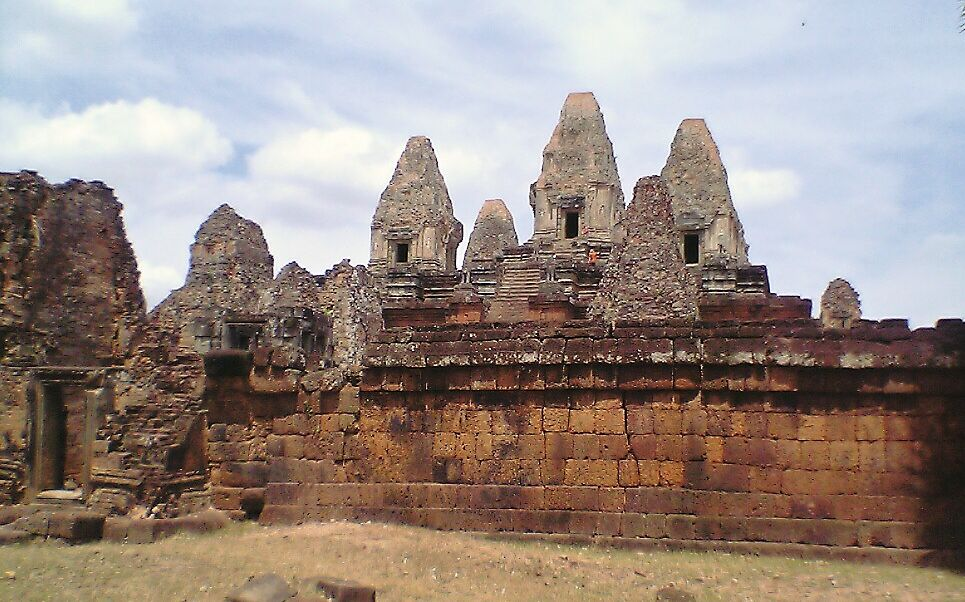
全景